# Nikola Majnarić
Nikola Majnarić (Ravna Gora, 30. studenog 1885. - Zagreb, 4. lipnja 1966.), hrvatski klasični filolog, grecist.

## Životopis

### Rani život i obrazovanje
Rodio se 30. studenoga 1885. u Ravnoj Gori. Bez oca Nikole, općinskog bilježnika i zatim načelnika, ostao je u 12. godini života, a svu brigu o podizanju osmero djece preuzela je majka Marija, rođena Prettner, učiteljica. Još kao gimnazijalac pjesme je objavljivao u đačkom listu Pobratim, a jednu od njih (Bi mirna noć) uglazbio je skladatelj Vilko Novak. Dijalektalnu pjesmu "Tam ki rodu vitr piha"  uglazbio je Florijan Čulig. Osnovnu školu polazio je u rodnom mjestu, dok je gimnazijsku naobrazbu stekao u Senju položivši 1904. ispit zrelosti. Na Filozofskom fakultetu u Zagrebu studirao je klasičnu filologiju sedam semestara; iz političkih razloga (zajedno s mnogim kolegama) napustio je Zagreb i završio osmi semestar u Beču. Godine 1908. položio je profesorski ispit iz pomoćnih predmeta (hrvatski, talijanski), a 1909. iz glavnih predmeta (grčki, latinski). Kao srednjoškolski profesor je radio na zagrebačkoj Donjogradskoj klasičnoj gimnaziji 1908. i od 1919. do 1922. godine i na Gornjogradskoj klasičnoj gimnaziji od 1909. do 1918. godine.  Izbijanje Prvog svjetskog rata i mobilizacija udaljile su ga od prosvjetnog rada.

### Znanstveni i sveučilišni rad
Na Nikolu Majnarića snažno je utjecao veliki sintaktičar August Musić, pa se i Majnarić — kao i njegov učitelj i prijatelj Musić — više bavio grčkim nego latinskim jezikom, i to osobito grčkom sintaksom. Intenzivan znanstveni rad mladog profesora urodio je raspravom Paratetičke relativne rečenice kao finalne u Homera, koja je prihvaćena kao disertacija, pa je 1914. promoviran u čast doktora na Zagrebačkom sveučilištu. Studija Poraba vremenH i načinH u poredbama Homerovima (Rad JAZU, 227, 1923, 231–331) omogućila mu je habilitaciju iz gramatike grčkog jezika i grčke epske poezije na Filozofskom fakultetu u Zagrebu (1922), što mu je kao privatnom docentu zaposlenom na gimnaziji osiguralo uvjete za pojačano znanstveno djelovanje, tj. broj sati nastave tjedno smanjen mu je na osam sati. Nakon umirovljenja Augusta Musića Nikola Majnarić izabran je 1925. za izvanrednog profesora grčke klasične filologije. Dolazak na fakultet i činjenica da je u ljetnom semestru 1925–1926. dobio dopust i državnu pomoć za studijski boravak u inozemstvu, bitno su utjecali na njegovu karijeru. U Berlinu, Leipzigu, Halleu, Pragu i Beču upoznao je organizaciju tamošnjih klasičnih seminara i slušao predavanja uglednih učenjaka, što je svakako mnogo značilo u njegovom budućem radu. Grčku je posjetio u dva navrata (1928, 1930), 1931. bio je nazočan II. kongresu slavenskih klasičnih filologa u Pragu, a 1933. sudjelovao je u radu III. internacionalnog kongresa lingvista u Rimu. Sudjelovanje na IV. bizantološkom kongresu u Sofiji 1934. posebno moramo spomenuti, jer je tom prilikom — putujući po Bugarskoj i u Carigrad — dobio upalu pluća pa je gotovo mjesec dana odležao u sofijskoj bolnici. Posljednji je put bio u inozemstvu 1939. kada je u Pragu i Brnu upoznao rad seminarH za klasičnu filologiju.

Smrt Đure Körblera 1927. uvjetovala je da Majnarić povede brigu i o katedri za latinski jezik, pa je neko vrijeme predavao i ispitivao i taj jezik. Kako je marljivo i uspješno radio, izabran je 1930. godine za redovitoga sveučilišnog profesora. Nakon 1945. odmah je imenovan za povjerenika Ministarstva prosvjete NR Hrvatske na Filozofskom fakultetu u Zagrebu. Godine 1946. jednoglasno je izabran za dekana toga fakulteta. Ostalo je zapisano da je 
. 
Od 1948. do 1951. bio je u Matici hrvatskoj urednik biblioteke »Grčki i rimski klasici«, a djelovao je i u njezinu upravnom odboru. Godine 1949. izabran je za dopisnog, a godine 1952. za pravog člana JAZU, i to u Odjelu za jezik i književnost, odnosno poslije u Odjelu/Razredu za filologiju/filološke znanosti.
Kada je navršio 70 godina života, profesor Majnarić podnio je molbu za umirovljenje, pa je od početka 1956. umirovljen; ipak je djelovao kao honorarni redoviti profesor sve do 1958, a tada se nakon duga i uspješna nastavničkog rada povukao s fakulteta. U znak priznanja za rad na promicanju grčke klasične filologije Znanstveno društvo u Ateni izabralo ga je 1957. za svoga počasnog člana. Nakon umirovljenja još se predanije posvetio znanstvenom radu, pa je i dalje publicirao, osobito u skopskom časopisu "Živa antika", časopisu svih klasičnih filologa u nekadanjoj Jugoslaviji kojem je Majnarić od pokretanja 1951. pa sve do smrti bio urednikom. Skroman i povučen, nije pristao da se u tom časopisu proslavi 70. godišnjica njegova života; jednako je tako odbio da bude predložen za nagradu »Božidar Adžija« za životno djelo.

## Djela, istraživanja i prijevodi

### Klasična filologija
Samo se po sebi razumije da je Majnarićev rad bio i raznovrstan i vrijedan. Možemo izdvojiti više područja: grčka modalna sintaksa, interpretacija djela grčkih pisaca pronađenih u novije doba, grčka metrika, rimski pisci, povijest hrvatske klasične filologije, leksikografija, udžbenički rad, grčka filozofija, prijevodi, recenzije. Osobito je važno spomenuti tri priloga proučavanju ravnogorskoga govora koji svjedoče o trajnoj povezanosti sa zavičajem. Grčkom modalnom sintaksom, osim u spomenutu prilogu tiskanom u Radu JAZU, bavi se Majnarić i u radovima Prilog nauci o finalnim rečenicama u grčkom jeziku (Zagreb, 1928), Najnovija tumačenja Homerovih poredaba promatrana s formalne i sintaktičke strane (Šišićev zbornik, Zagreb, 1929), Izuzetni slučajevi kod pomijeranja načina u Homera (Živa antika, 16, 1966), itd. U tim su raspravama i studijama produbljene i proširene spoznaje iz njegove disertacije.
Zanimanje za grčke pisce urodilo je važnim raspravama o Sofoklovim Sljednicima (Sofoklovi Sljednici, Zagreb, 1932) i osobito o Menandrovim Parničarima (Menandrovi 'Parničari', Rad JAZU, 246, 1938). Ta su istraživanja imala velik odjek i u Hrvatskoj i izvan nje.
U prilogu Edalijska ploča (Živa antika, 11, 1961, 1, 25–42) Majnarić daje opis i interpretaciju glasovite brončane pločice iz Idalija na Cipru, najvažnijeg spomenika ciparskog (zapravo: arkadsko-ciparskog) dijalekta, pisana domaćim slogovnim pismom.
Osobit smisao imao je Majnarić za razmatranje metričkih problema, što je dokazao u priručniku Grčka metrika (Zagreb, 1948) i u nizu rasprava. Npr. u prilogu »Prijevodni dvanaesterac kod prethodnika Kolomana Raca« (Živa antika,  15, 1965, sv. 1) obrađen je jampski dvanaesterac u prijevodima Armina Pavića, Ferde Ž. Milera i Vladoja Dukata. Majnarić je obradio i prijevodni dvanaesterac Kolomana Raca (Živa antika, 16, 1966).
Profesor Majnarić mnogo se zanimao i grčkim filozofima, pa je prevodio i obrađivao Leukipa, Demokrita, Heraklita, Teofrasta i Aristotela. Također je priredio za tiskanje prijevode Aristofana i Plauta koje je izradio Koloman Rac, a i sam je ponešto prevodio književna djela, npr. Sofoklove Sljednike.
Vrlo mnogo brige posvetio je nastavi grčkoga u srednjim i visokim školama, pa je u tu svrhu priredio više djela izbora iz Homera, Herodota, Demostena, itd. Posebice moramo izdvojiti Majnarićevo priređivanje Musićeve Grčke gramatike te izradu Grčko-hrvatskoga rječnika u suradnji s Otonom Gorskim, i to na osnovi Žepić–Krkljuševa rječnika.
Bavio se zgodimice i latinskom filologijom. Obrađivao je Gaja Julija Cezara, Kvinta Horacija Flaka i Kunićev prijevod Ilijade.
Majnarić je obrađivao i rad hrvatskih klasičnih filologa (Vatroslava Jagića, Augusta Musića itd.). Jedan od posljednjih njegovih članaka naslovljen je »Klassische Philologie in Kroatien seit dem Jahre 1853 bis heute« (Živa antika, 16, 1966, str. 21–42), a u njem je s mnogo preciznih podataka prikazan razvoj klasične filologije u Hrvatskoj sve od prvih autora gramatika klasičnih jezika Ivana Macuna i Adolfa Vebera Tkalčevića do Branimira Glavičića, Vladimira Vratovića, Radoslava Katičića i nekih drugih klasičnih filologa našeg vremena. 

### Ravnogorski govor
Bio je vrstan znalac hrvatskoga jezičnog standarda, a interes za jezičnu situaciju na slavenskom jugu i povezanost sa zavičajem rječito je potvrdio trima raspravama o ravnogorskom govoru. U članku »Jedna zanimljiva sinaktička pojava u ravnogorskom narječju« (Južnoslovenski filolog,  3, 1922–1923, 35–40) pokazao je Majnarić poštovanje prema Strohalovu radu o ravnogorskom govoru, ali i odlučan kritički sav prema nedostacima njegove studije. Ukazuje on i na važnost temeljite klasične naobrazbe, koja mu je omogućila sigurno snalaženje u vrlo složenim pitanjima hrvatske dijalekatske sintakse. Prilog Jedno rovtarsko narječje u Gorskom kotaru (Južnoslovenski filolog,  17, 1938– 1939, 135–149) dotiče se i sintaktičkih pitanja, ali prije svega iznosi stav kako je ravnogorski idiom »čisto slovenačko narječje« (str. 135). Pokazao je da su djedovi većega dijela Ravnogoraca došli iz Kranjske i svojim prilogom u cjelini demonstrirao sposobnost za rješavanje i složenih slavističkih pitanja.
Surađivao je u listovima Gorski kotar i Goranin (Delnice), te se bavio dramskim radom na ravnogorskom govoru.